# Società Podistica Lazio 1909-1910
Questa voce raccoglie le informazioni riguardanti la Società Podistica Lazio nella stagione 1909-1910.

## Stagione
Dopo aver partecipato dal 1901 al 1909 a competizioni calcistiche regionali non riconosciute dalla FIGC, la Lazio esordisce nel campionato italiano di calcio partecipando al torneo di Terza Categoria.
I biancocelesti conquistano il titolo di campione laziale vincendo tutte e sei le partite del loro girone contro le rivali cittadine Foot Ball Club di Roma, Juventus Roma e Fortitudo.

## Rosa
| N. |                   | Ruolo | Calciatore                  |
| -- | ----------------- | ----- | --------------------------- |
|    | Italia (bandiera) | P     | Remo Forlivesi              |
|    | Italia (bandiera) | P     | Guido Levi I                |
|    | Italia (bandiera) | D     | Renato De Censi             |
|    | Italia (bandiera) | D     | Vincenzo Di Napoli I        |
|    | Italia (bandiera) | D     | Leonardo Luigi Di Napoli II |
|    | Italia (bandiera) | D     | Francesco Matteucci         |
|    | Italia (bandiera) | C     | Pierluigi Andreoli          |
|    | Italia (bandiera) | C     | Ottavio Angelotti           |
|    | Italia (bandiera) | C     | Attilio Baldacci I          |
|    | Italia (bandiera) | C     | Augusto Faccani             |
|    | Italia (bandiera) | C     | Luigi Zucchi I              |
|    | Italia (bandiera) | C     | Angelo Zucchi II            |
|    | Italia (bandiera) | A     | Sante Ancherani (capitano)  |
|    | Italia (bandiera) | A     | Eugenio Cerchia             |
|    | Italia (bandiera) | A     | Corrado Corelli I           |

| N. |                        | Ruolo | Calciatore          |
| -- | ---------------------- | ----- | ------------------- |
|    | Italia (bandiera)      | A     | Carlo Della Longa   |
|    | Italia (bandiera)      | A     | Giuseppe Fioranti I |
|    | Italia (bandiera)      | A     | Rodolfo Folpini     |
|    | Italia (bandiera)      | A     | Tito Masini         |
|    | Malta (bandiera)       | A     | Silvio Mizzi        |
|    | Italia (bandiera)      | A     | Fernando Saraceni I |
|    | Svizzera (bandiera)    | P     | Jaggi               |
|    | Italia (bandiera)      | P     | Mosconi             |
|    | Italia (bandiera)      | D     | Giovannini          |
|    | Italia (bandiera)      | C     | Agostino Gaia I     |
|    | Italia (bandiera)      | A     | Marcello Consiglio  |
|    | Italia (bandiera)      | A     | Alessandro Cremos   |
|    | Inghilterra (bandiera) | A     | Howard              |
|    | Italia (bandiera)      | A     | Arnaldo Perugini    |